# .ag
.agはアンティグア・バーブーダに割り当てられている国別コードトップレベルドメイン (ccTLD)。

## 第2・第3レベルの登録
第3レベルの登録は以下のような第2ドメインの下に登録できる。
- com.ag
- net.ag
- org.ag
- co.ag
- nom.ag
- edu.ag - アンティグア・バーブーダ国内の教育機関
- gov.ag - アンティグア・バーブーダ国内の政府機関

第2レベルに直接登録することも可能である。アンティグア・バーブーダに実体のない個人・団体の場合、年間登録料の価格が軒並み倍である。例えば、第2レベルドメインの場合、国内の個人・団体なら年間75ドルで済む一方、国外からの登録の場合、年間150ドルである。また、国内に実体のない場合edu.ag, gov.agが登録できない一方、国内に実体がある場合は、edu.ag, gov.ag, org.agの登録は無料となる。

## ドイツでの法的状態
ドイツ語のAGには株式会社（Aktiengesellschaft, アクティエンゲゼルシャフト）の意味もある。このため、ドイツの企業が.agドメインを所得する例が多い。
2004年7月、ドイツのハンブルク高等裁判所 (5. Zivilsenat des Oberlandesgerichtes Hamburg) が、ドイツ企業による.agドメインの取得を、AGであり、かつ会社名と正確に同じであるドメイン名に制限するという判例を示した。これは、たとえばドイツのソフトウェア会社であるSAP (SAP AG) が、software.ag という名前のドメインを取得することができないことを意味している。

## その他の意味
もともとの国別コードの意味とドイツ語圏の国々の第2の意味に加え、.agは農業に関係した (agriculture-related) サイトや、元素記号の銀 (Ag) に関係したサイトとして売買されている。英語でagで終わる単語が存在するため、ドメインハックの潜在的な可能性が存在する。
日本のウェブサイトでは、アニメ・ゲーム・声優関連の番組を配信しているインターネットラジオの音泉がonsen.agのドメインを使用している。